# Szwadron kozacki 4 Ochronnego Pułku Kolarzy
Szwadron kozacki 4 Ochronnego Pułku Kolarzy (ros. Казачий эскадрон 4-го охранного самокатного полка) – ochotniczy oddział wojskowy Wehrmachtu złożony z Kozaków dońskich podczas II wojny światowej
W październiku 1941 r. Kozacy dońscy ze stanicy Siniawskaja, którzy wystąpili zbrojnie przeciwko Sowietom, po zajęciu okolicznych terenów przez wojska niemieckie sformowali ochotniczą sotnię konną. Na jej czele stanął wachmistrz Ikriakow. W listopadzie tego roku została ona przekształcona w 9 Szwadron Kozacki w składzie 4 Ochronnego Pułku Kolarzy Wehrmachtu. Pełnił on zadania ochronne i antypartyzanckie. Od września do grudnia 1942 r. działał w rejonie Majkopa z podporządkowaniem niemieckiej 17 Armii Grupa Armii "A". Latem 1943 r. przeniesiono go do okupowanej Mławy, gdzie wszedł w skład nowo formowanego 5 Dońskiego Pułku Kawalerii 1 Kozackiej Dywizji Kawalerii. Latem 1944 r. w ramach 4 Ochronnego Pułku Kolarzy Wehrmachtu został odtworzony oddział kozacki, tym razem jako 10 Szwadron Kozacki. Jesienią 1944 r. został rozbity podczas ciężkich walk frontowych z Armią Czerwoną.